# دولنا کوزنیتسا
دولنا کوزنیتسا (به بلغاری: Dolna Koznitsa) یک منطقهٔ مسکونی در بلغارستان است که در شهرستان نوستینو واقع شده‌است.